# Telmo Além da Silva
Telmo Além da Silva (Volta Redonda, 13 de janeiro de 1975) é um ex-futebolista brasileiro que atuava como lateral-esquerdo.

## Carreira
Telmo chegou a Portugal em janeiro de 1998, ingressando no SC Campomaiorense da Primeira Liga. Permaneceu no país pelos 17 anos seguintes, exceto pelo retorno do empréstimo no Brasil ao Sport em 2001.

## Títulos
Santa Clara
- Segunda Liga: 2000–01